# Siedlung Luisenhof (Essen-Frohnhausen)

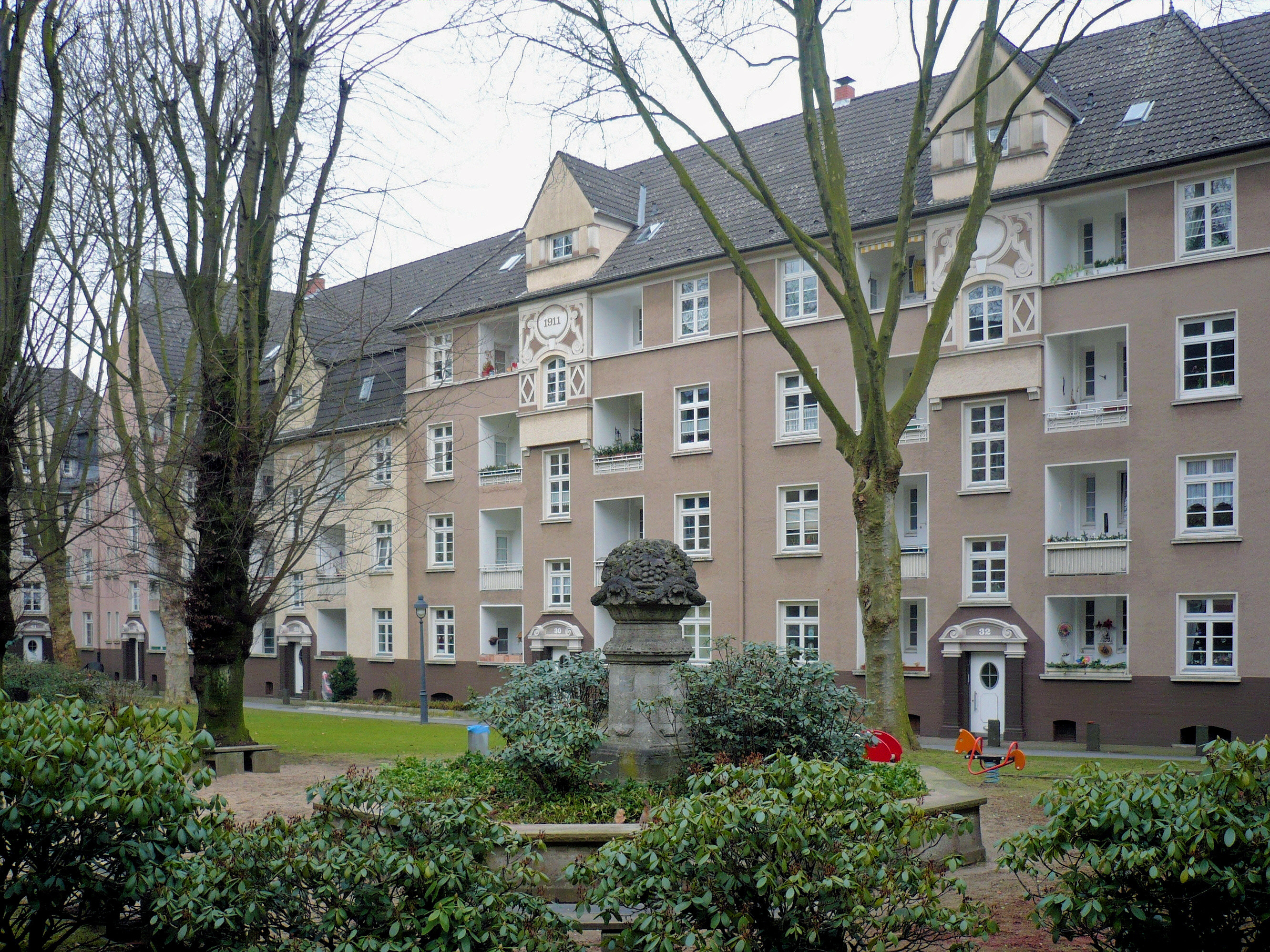
Luisenhof mit Brunnen, der heute kein Wasser mehr führt

Die Siedlung Luisenhof ist eine im Essener Stadtteil Frohnhausen gelegene Wohnsiedlung, errichtet durch die Friedrich Krupp AG. Der sogenannte Luisenhof I entstand in den Jahren 1910 bis 1912, der Luisenhof II in den Jahren 1916 und 1917.

## Geschichte

### Luisenhof I
1910 schenkte die Friedrich Krupp AG der Stadt Essen ein Stück des ehemaligen Pfingstfeldes, mit der Bedingung, hier, auf dem ehemaligen Steinbruchgelände zwischen Hildesheimer und Liebigstraße, einen Park zu errichten, den heutigen Westpark. In diesem Zuge entstand 1910 bis 1912 dort die 151 Werkswohnungen umfassende Siedlung Luisenhof I, die im Volksmund wegen des ursprünglichen Anstrichs auch Gelber Block genannt wurde. Die Farbe geht zurück auf die Gelbe Gewerkschaft, die von Krupp unterstützt wurde und deren Mitglieder dort Wohnraum erhielten.
Den offiziellen Namen Luisenhof erhielt die Siedlung, als der 1908 gegründete Nationale Arbeiterverein Werk Krupp am 100. Todestag der Preußen-Königin Luise (19. Juli 1810) die Beschlüsse zum Bau der Siedlung fasste. Zusätzlich ehrte man die Königin mit einer Bronzeplastik an der Haupteingangsseite des Luisenhofes. Der Luisenhof I ist heute noch weitestgehend im Original erhalten. Als Besonderheit hat der Block die Treppenhauseingänge ausschließlich im grünen Innenhof.

### Luisenhof II
Der Luisenhof II wurde 1916 bis 1917 in unmittelbarer Nachbarschaft errichtet. Er lehnte sich mit 140 Werkswohnungen an die Grundzüge der ersten Siedlung an. Durch schwere Schäden im Zweiten Weltkrieg hat dieser zweite Bauabschnitt an seiner städtebaulichen Wirkung verloren.

## Architektur
Der Architekt Adolf Feldmann erhielt den Bauauftrag. Das Besondere am Luisenhof I ist, dass der zur damaligen Zeit meist vernachlässigte Innenhof mit Grünanlagen und Brunnen repräsentativ gestaltet ist und sich dort die Hauseingänge zu den fachwerkähnlich verzierten Treppenhäusern befinden. Die Fassade des Innenhofes wird durch die im Original erhaltenen Schmuckgitter an den Loggien aufgelockert. Man gelangt zum Innenhof durch eine von einer recht schmucklosen Außenfassade umgebenen Toreinfahrt an der Osnabrücker und der Hildesheimer Straße. Eher unauffällig zeigt sich auch der Zugang zum Hof von der eigentlichen, durch turmähnliche Wohnhäuser hervorgehobenen, Schauseite an der Liebigstraße.

## Bildergalerie

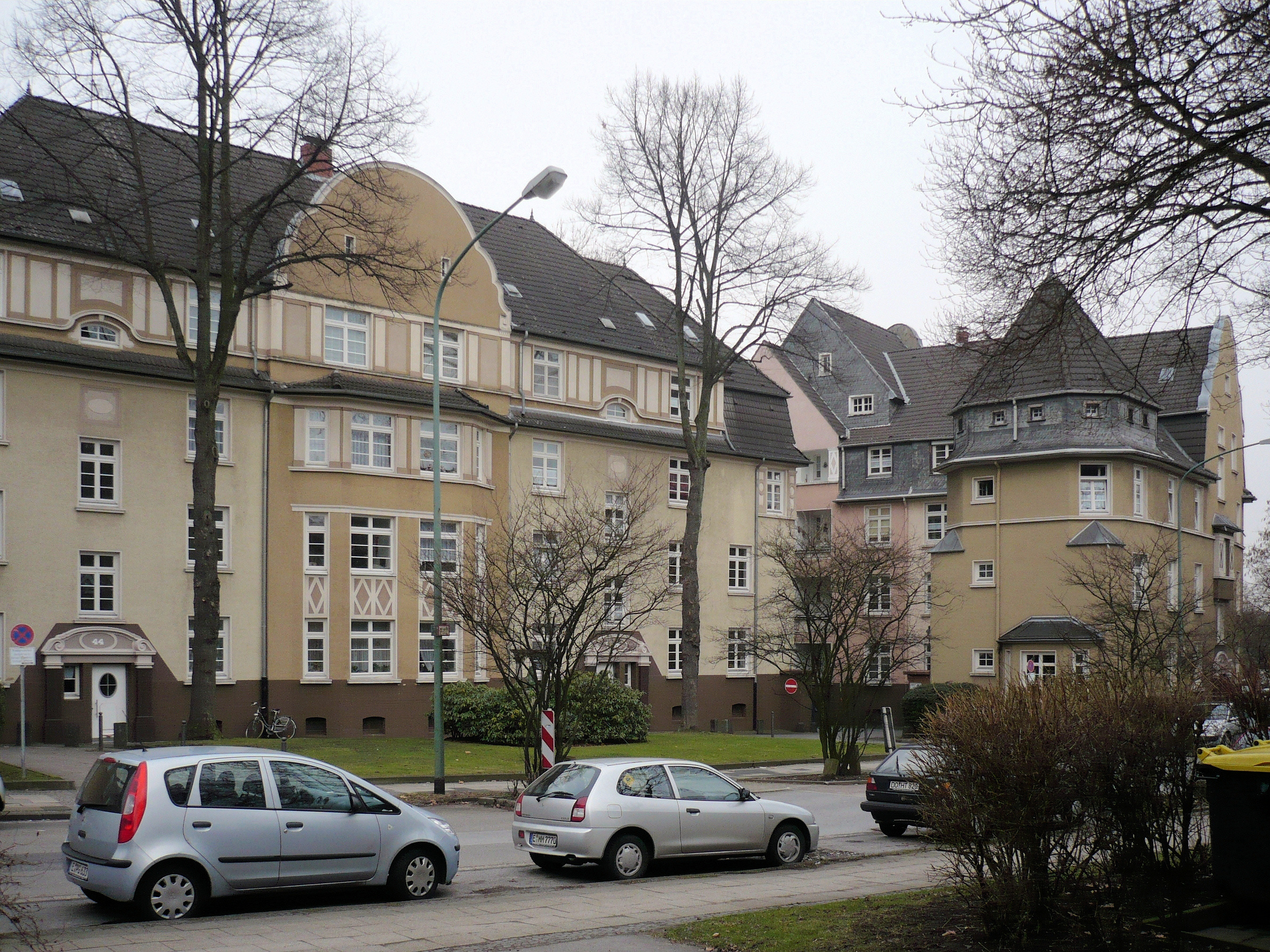
Hauptseite Liebigstraße 42, 44
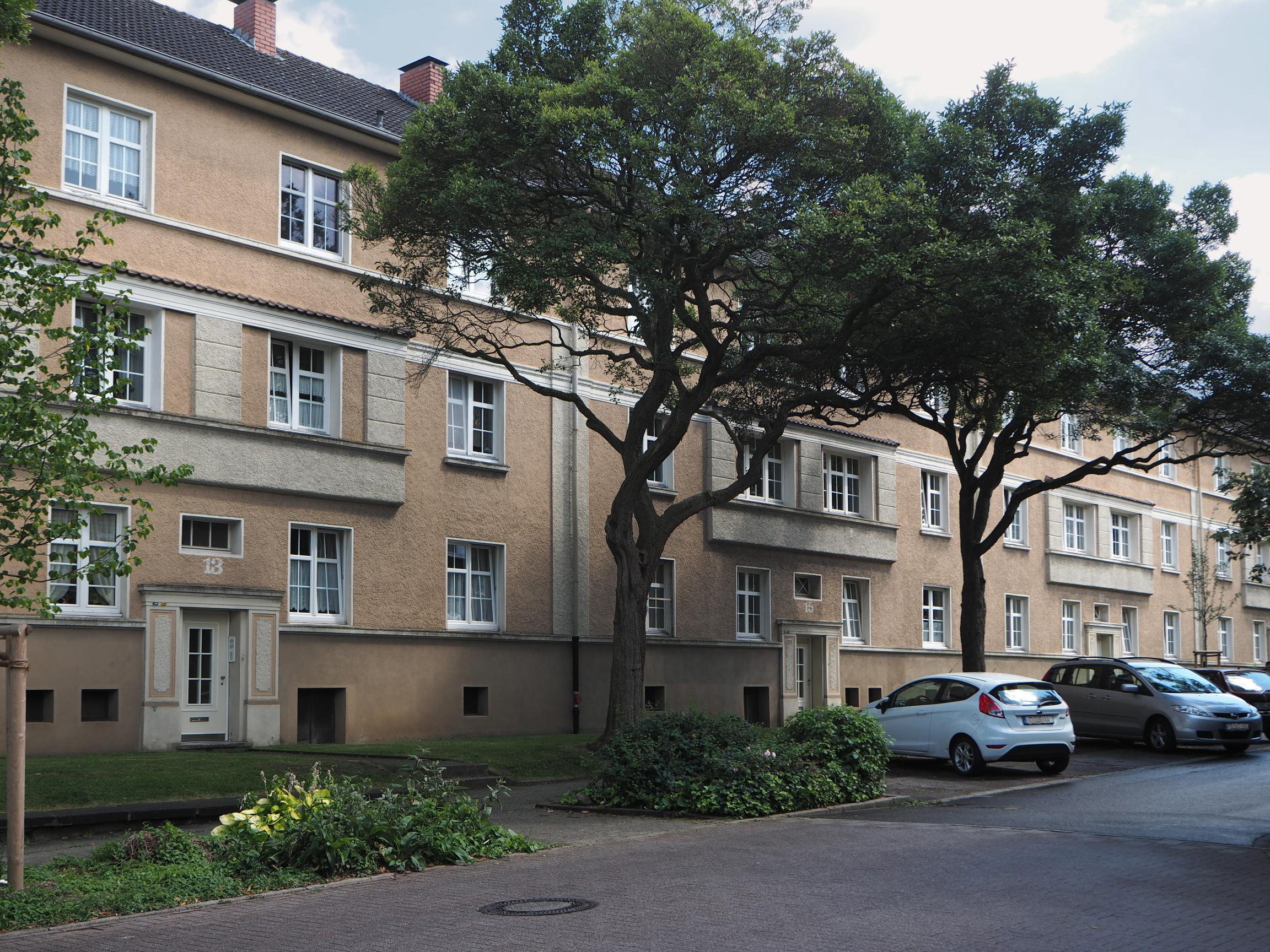
Liebigstraße 13, 15
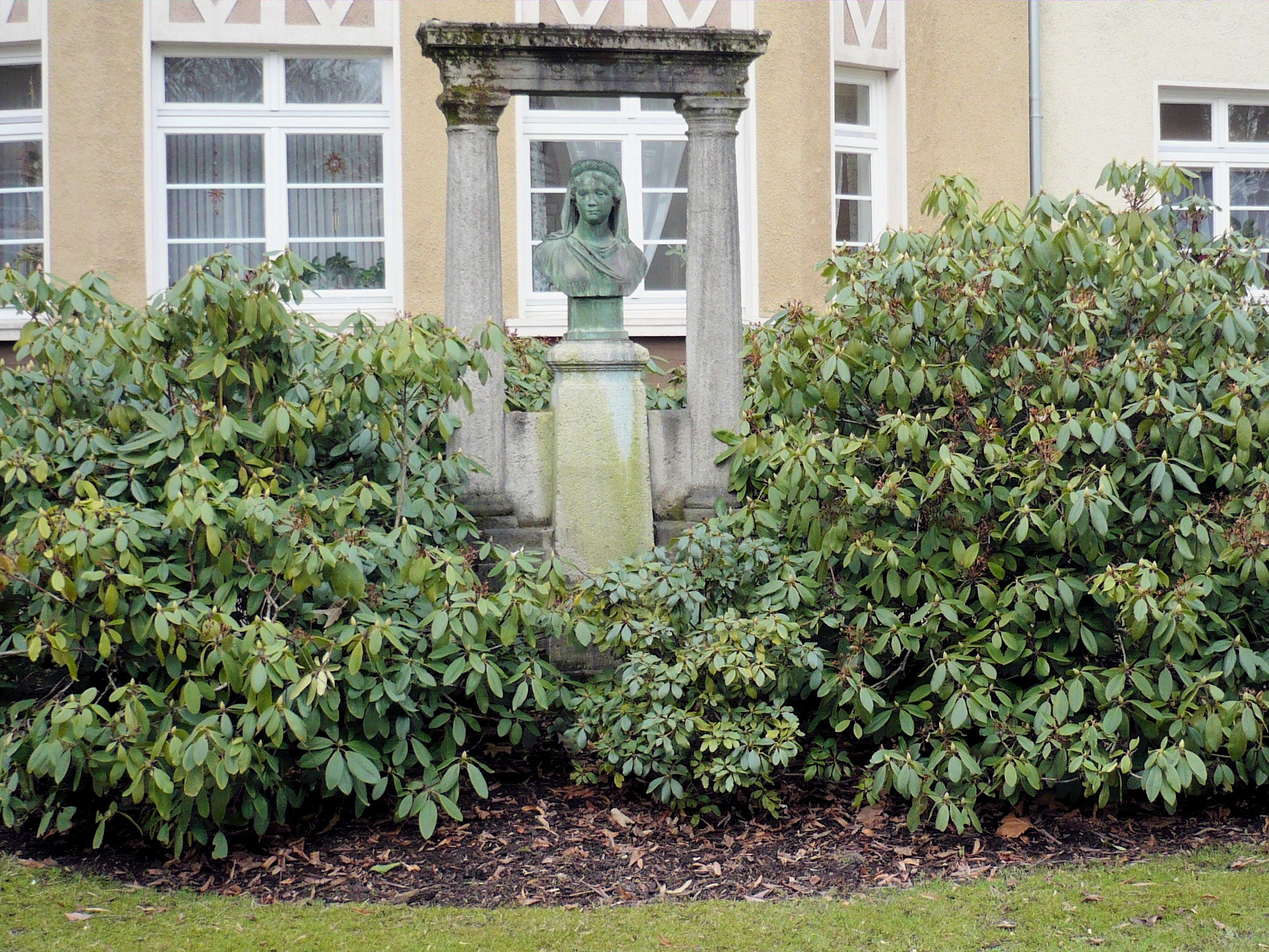
Bronzeplastik der Preußen-Königin Luise an der Liebigstraße
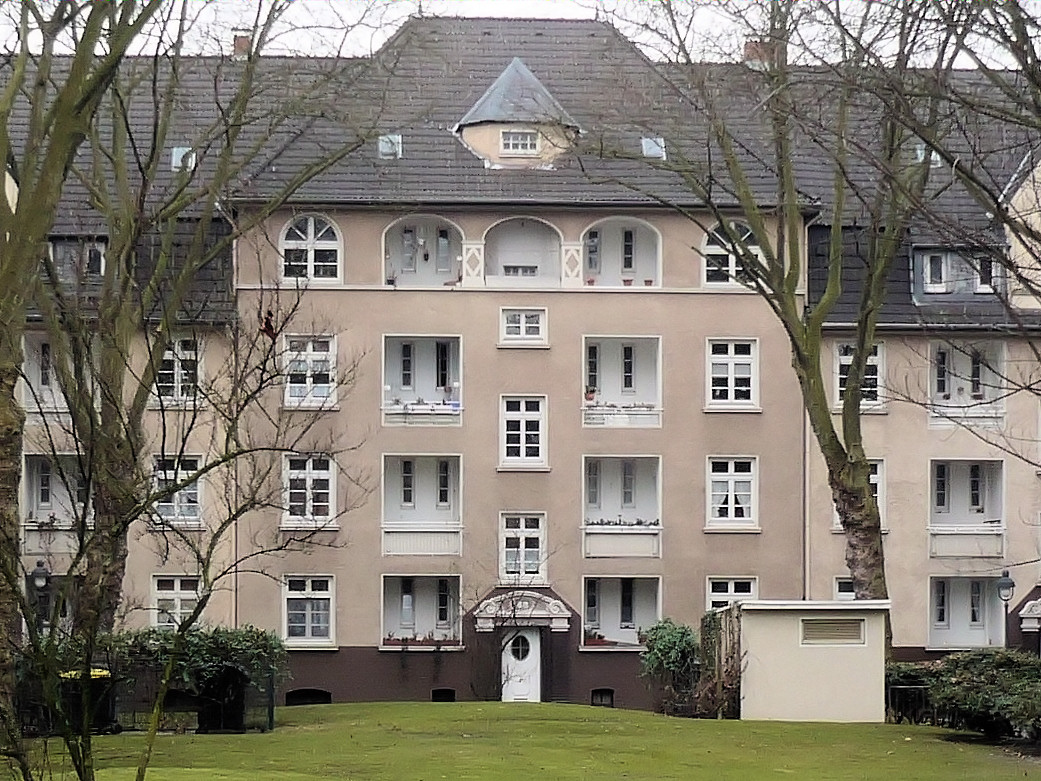
Innenhof, Haus an der Heerenstraße